# Atalanta Bergamasca Calcio 1957-1958
Questa pagina raccoglie i dati riguardanti l'Atalanta Bergamasca Calcio nelle competizioni ufficiali della stagione 1957-1958.

## Stagione
Nonostante le buone premesse la squadra nel campionato di Serie A 1957-1958 si ritrova a lottare nei bassifondi della classifica, situazione non migliorata nemmeno dalle vittorie contro Inter e Milan.
Il campionato si conclude con i nerazzurri al penultimo posto, utile per disputare il particolare spareggio-salvezza interdivisionale contro la seconda classificata nel torneo di Serie B; una presunta "combine" (chiamata caso Azzini, come il nome del difensore coinvolto), condanna però i bergamaschi alla retrocessione diretta per illecito sportivo, dopo vent'anni consecutivi nella massima serie.
Solo al termine dell'anno successivo la società verrà riabilitata da una sentenza della FIGC che decreterà l'assoluta infondatezza delle accuse.
La Coppa Italia non venne disputata.

## Rosa
| N. |                      | Ruolo | Calciatore        |
| -- | -------------------- | ----- | ----------------- |
|    | Italia (bandiera)    | P     | Angelo Boccardi   |
|    | Italia (bandiera)    | P     | Zaccaria Cometti  |
|    | Italia (bandiera)    | P     | Ezio Galbiati     |
|    | Italia (bandiera)    | D     | Ennio Cardoni     |
|    | Italia (bandiera)    | D     | Giovanni Cattozzo |
|    | Svezia (bandiera)    | D     | Bengt Gustavsson  |
|    | Italia (bandiera)    | D     | Francesco Janich  |
|    | Italia (bandiera)    | D     | Franco Nodari     |
|    | Italia (bandiera)    | D     | Livio Roncoli     |
|    | Italia (bandiera)    | C     | Stefano Angeleri  |
|    | Italia (bandiera)    | C     | Carlo Annovazzi   |
|    | Argentina (bandiera) | C     | Raúl Conti        |
|    | Italia (bandiera)    | C     | Rino Marchesi     |

| N. |                   | Ruolo | Calciatore         |
| -- | ----------------- | ----- | ------------------ |
|    | Italia (bandiera) | C     | Tarcisio Oberti    |
|    | Italia (bandiera) | C     | Angelo Polese      |
|    | Italia (bandiera) | C     | Pierluigi Ronzon   |
|    | Italia (bandiera) | C     | Franco Vittoni     |
|    | Italia (bandiera) | A     | Amedeo Bonistalli  |
|    | Italia (bandiera) | A     | Arturo Gentili     |
|    | Italia (bandiera) | A     | Ennio Lenuzza      |
|    | Italia (bandiera) | A     | Angelo Longoni     |
|    | Italia (bandiera) | A     | Alfonso Dante Mion |
|    | Italia (bandiera) | A     | Marino Perani      |
|    | Italia (bandiera) | A     | Giovanni Trapletti |
|    | Italia (bandiera) | A     | Giovanni Zavaglio  |

## Risultati

### Serie A

#### Girone di andata
| Arbitro: | Rigato (Mestre) |

|                    |           |              |
| Roncoli 62’ (aut.) | Marcatori | 61’ Zavaglio |

| Bergamo 15 settembre 1957 2ª giornata | Atalanta          | 0 – 0 | Roma | Stadio Comunale\| Arbitro: \| Liverani (Torino) \| |
| Arbitro:                              | Liverani (Torino) |       |      |                                                    |

| Arbitro: | Angelini (Firenze) |

|                           |           |  |
| Bassetto 10’ Aronsson 56’ | Marcatori |  |

| Arbitro: | Bonetto (Torino) |

|                     |           |                                             |
| Conti 3’ Perani 30’ | Marcatori | 12’ Novelli 25’ Di Giacomo 49’, 87’ Vinicio |

| Arbitro: | Annoscia (Bari) |

|                     |           |  |
| Lindskog 70’ (rig.) | Marcatori |  |

| Arbitro: | Menchini (Udine) |

|               |           |            |
| Annovazzi 48’ | Marcatori | 76’ Pozzan |

| Arbitro: | Jonni (Macerata) |

|          |           |  |
| Conti 7’ | Marcatori |  |

| Arbitro: | Maurelli (Roma) |

|                                                |           |  |
| Cucchiaroni 30’ Bean 48’, 56’, 78’ Mariani 73’ | Marcatori |  |

| Arbitro: | Marchese (Napoli) |

|          |           |            |
| Mion 28’ | Marcatori | 38’ Hamrin |

| Arbitro: | Moriconi (Roma) |

|                               |           |  |
| Bagnoli 27’, 29’ Bassetti 61’ | Marcatori |  |

| Arbitro: | Rigato (Mestre) |

|              |           |                      |
| Frignani 63’ | Marcatori | 28’ Conti 77’ Perani |

| Arbitro: | Jonni (Macerata) |

|  |           |            |
|  | Marcatori | 90’ Armano |

| Arbitro: | De Marchi (Pordenone) |

|                       |           |  |
| Charles 35’, 38’, 85’ | Marcatori |  |

| Arbitro: | Angelini (Firenze) |

|                                |           |              |
| Pivatelli 35’, 81’ Maschio 59’ | Marcatori | 51’ Zavaglio |

| Arbitro: | Famulari (Messina) |

|            |           |             |
| Ronzon 38’ | Marcatori | 55’ Manenti |

| Arbitro: | Menchini (Udine) |

|                          |           |                       |
| Lojacono 50’ Julinho 63’ | Marcatori | 55’ Ronzon 58’ Perani |

| Bergamo 12 gennaio 1958 17ª giornata | Atalanta         | 0 – 0 | SPAL | Stadio Comunale\| Arbitro: \| Bonetto (Torino) \| |
| Arbitro:                             | Bonetto (Torino) |       |      |                                                   |

#### Girone di ritorno
| Arbitro: | Grill |

|             |           |  |
| Longoni 75’ | Marcatori |  |

| Roma 2 febbraio 1958 19ª giornata | Roma            | 0 – 0 | Atalanta | Stadio Olimpico\| Arbitro: \| Grillo (Napoli) \| |
| Arbitro:                          | Grillo (Napoli) |       |          |                                                  |

| Arbitro: | Maurelli (Roma) |

|                          |           |                             |
| Cattozzo 71’ Longoni 81’ | Marcatori | 14’, 16’, 32’, 35’ Aronsson |

| Arbitro: | Adami (Roma) |

|                   |           |                            |
| Bertucco 47’, 70’ | Marcatori | 36’ Bonistalli 88’ Longoni |

| Arbitro: | Moriconi (Roma) |

|           |           |                |
| Conti 51’ | Marcatori | 89’ Pantaleoni |

| Arbitro: | Liverani (Torino) |

|                                        |           |                   |
| Vivolo 35’ Moltrasio 50’ Selmosson 87’ | Marcatori | 10’ (rig.) Perani |

| Arbitro: | Annoscia (Bari) |

|               |           |            |
| Angelillo 73’ | Marcatori | 64’ Ronzon |

| Arbitro: | Bonetto (Torino) |

|           |           |  |
| Conti 53’ | Marcatori |  |

| Arbitro: | Moriconi (Roma) |

|  |           |                              |
|  | Marcatori | 58’ Ronzon 59’, 83’ Zavaglio |

| Arbitro: | Marchese (Napoli) |

|                                 |           |               |
| Perani 22’ Basiliani 24’ (aut.) | Marcatori | 40’ Galassini |

| Arbitro: | Orlandini (Roma) |

|            |           |           |
| Perani 56’ | Marcatori | 74’ Bruno |

| Arbitro: | Moriconi (Roma) |

|                                    |           |  |
| Arce 6’, 28’ Crippa 60’ Tacchi 88’ | Marcatori |  |

| Bergamo 27 aprile 1958 30ª giornata | Atalanta        | 0 – 0 | Juventus | Stadio Comunale\| Arbitro: \| Rigato (Mestre) \| |
| Arbitro:                            | Rigato (Mestre) |       |          |                                                  |

| Arbitro: | Liverani (Torino) |

|             |           |               |
| Zavaglio 1’ | Marcatori | 45’ Pivatelli |

| Alessandria 11 maggio 1958 32ª giornata | Alessandria      | 0 – 0 | Atalanta | Stadio Giuseppe Moccagatta\| Arbitro: \| Jonni (Macerata) \| |
| Arbitro:                                | Jonni (Macerata) |       |          |                                                              |

| Bergamo 18 maggio 1958 33ª giornata | Atalanta        | 0 – 0 | Fiorentina | Stadio Comunale\| Arbitro: \| Rigato (Mestre) \| |
| Arbitro:                            | Rigato (Mestre) |       |            |                                                  |

| Arbitro: | Marchese (Napoli) |

|                        |           |           |
| Sorio 58’ Broccini 74’ | Marcatori | 85’ Conti |

## Statistiche

### Statistiche di squadra
| Competizione | Punti | In casa | In casa | In casa | In casa | In casa | In casa | In trasferta | In trasferta | In trasferta | In trasferta | In trasferta | In trasferta | Totale | Totale | Totale | Totale | Totale | Totale | DR  |
| Competizione | Punti | G       | V       | N       | P       | Gf      | Gs      | G            | V            | N            | P            | Gf           | Gs           | G      | V      | N      | P      | Gf     | Gs     | DR  |
| ------------ | ----- | ------- | ------- | ------- | ------- | ------- | ------- | ------------ | ------------ | ------------ | ------------ | ------------ | ------------ | ------ | ------ | ------ | ------ | ------ | ------ | --- |
| Serie A      | 28    | 17      | 4       | 10      | 3       | 15      | 16      | 17           | 2            | 6            | 9            | 14           | 33           | 34     | 6      | 16     | 12     | 29     | 49     | -20 |

### Statistiche dei giocatori
Nel computo dei gol si aggiunga una autorete a favore.
| Giocatore     | Serie A  | Serie A |
| Giocatore     | Presenze | Reti    |
| ------------- | -------- | ------- |
| A. Boccardi   | 18       | -29     |
| Z. Cometti    | 2        | -8      |
| E. Galbiati   | 14       | -12     |
| E. Cardoni    | 18       | 0       |
| G. Cattozzo   | 17       | 1       |
| B. Gustavsson | 17       | 0       |
| F. Janich     | 32       | 0       |
| F. Nodari     | 1        | 0       |
| L. Roncoli    | 27       | 0       |
| S. Angeleri   | 26       | 0       |
| C. Annovazzi  | 19       | 1       |
| R. Conti      | 30       | 6       |
| R. Marchesi   | 15       | 0       |
| T. Oberti     | 1        | 0       |
| A. Polese     | 1        | 0       |
| P. Ronzon     | 26       | 4       |
| F. Vittoni    | 10       | 0       |
| A. Bonistalli | 8        | 1       |
| A. Gentili    | 6        | 0       |
| E. Lenuzza    | 5        | 0       |
| A. Longoni    | 31       | 3       |
| A.D. Mion     | 5        | 1       |
| M. Perani     | 29       | 6       |
| G. Trapletti  | 1        | 0       |
| G. Zavaglio   | 15       | 5       |